# قلعة درويش (بشتكوه)
قلعة درویش (بالفارسية: قلعه درویش) هي قرية تقع في إيران في Poshtkuh Rural District. يقدر عدد سكانها بـ 441 نسمة بحسب إحصاء 2016.